# Lermontov Cup
Il Lermontov Cup è stato un torneo professionistico di tennis giocato sulla terra rossa, che faceva parte dell'ATP Challenger Tour. Si giocava annualmente a Lermontov in Russia dal 2012.

## Albo d'oro

### Singolare
| Anno | Campione        | Finalista      | Punteggio        |
| ---- | --------------- | -------------- | ---------------- |
| 2011 | Andrej Kumancov | Richard Muzaev | 7–5, 6–4         |
| 2012 | Andrej Kuznecov | Farruch Dustov | 6(7)–7, 6–2, 6–2 |

### Doppio
| Anno | Campioni                           | Finalisti                     | Punteggio |
| ---- | ---------------------------------- | ----------------------------- | --------- |
| 2011 | Mikhail Fufygin Vitali Reshetnikov | Gleb Alekseenko Ilia Shatskiy | 6–2, 6–3  |
| 2012 | Konstantin Kravčuk Denys Molčanov  | Andrej Golubev Jurij Ščukin   | 6–3, 6–4  |